# Angry Birds 2
Angry Birds 2 är ett pusselspel som utvecklats av Rovio Entertainment och är det tolfte spelet i Angry Birds-serien samt den direkta uppföljaren till den ursprungliga Angry Birds. Spelet är gratis att spela men man  kan köpa olika saker med spelets egen valuta för riktiga pengar. Spelet har en ny fågel som heter Silver och trollformler i stället för "power-ups". Den lanserades i Kanada den 5 mars 2015 som Angry Birds Under Pigstruction och släpptes för iOS och Android globalt den 20 juli 2015, då namnet ändrades till Angry Birds 2.